# Pocisk

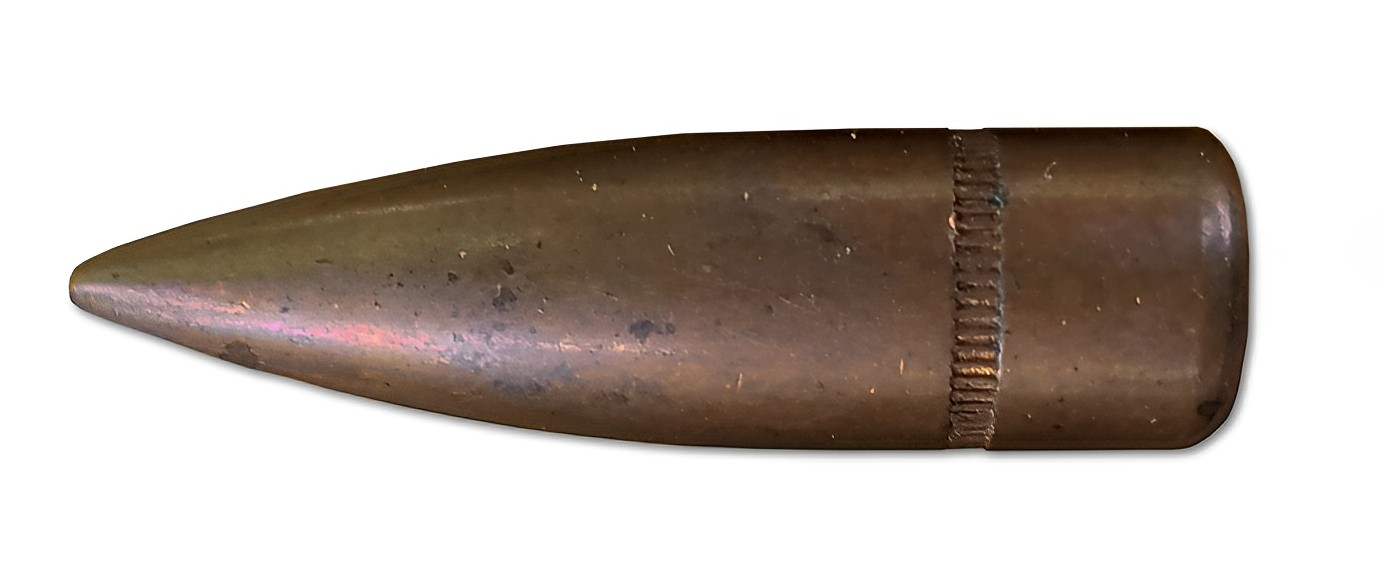
Pocisk kalibru 7,62 mm z naboju .30-06 Springfield

Pocisk – przedmiot miotany na odległość (lub odpalany na dystans) przeznaczony najczęściej do rażenia określonego celu lub wykonywania innych zadań (np. zadymienia czy oświetlenia).

## Charakterystyka
Rażenie celu przez pocisk może następować poprzez jego energię kinetyczną lub przez zamierzony efekt wywoływany umieszczonym w nim ładunkiem bojowym (np. eksplozją materiału wybuchowego, rażeniem odłamków, podpaleniem, rozpyleniem gazu bojowego itp.). Innym rodzajem zadań bojowych pocisku może być np. oświetlenie terenu lub postawienie zasłony dymnej
Miotanie pocisków odbywa się w zróżnicowany sposób i może być wykonywane zarówno ręcznie (np. granat ręczny) lub za pomocą broni miotającej: np. neurobalistycznej i barobalistycznej (strzały, bełty), palnej (pociski strzeleckie, artyleryjskie), wyrzutni (torpedy, pociski granatników ppanc.). Od II połowy XX w. na bardzo szeroką skalę wykorzystuje się także pociski z własnym napędem, zwłaszcza pociski odrzutowe.

## Podział
W zależności od wykorzystywanej broni i własności samych pocisków wyróżnia się:
- pociski strzeleckie
- pociski artyleryjskie
- pociski odrzutowe

Inną klasyfikację można stworzyć w zależności od przeznaczenia pocisku:
- zasadniczego przeznaczenia – służą do rażenia celu – np. pocisk burzący, pocisk chemiczny, pocisk przeciwpancerny
- specjalnego przeznaczenia – np. pocisk dymny, pocisk agitacyjny
- pomocniczego przeznaczenia – np. pocisk ćwiczebny

Innym istotnym podziałem jest klasyfikacja na pociski kierowane i niekierowane.

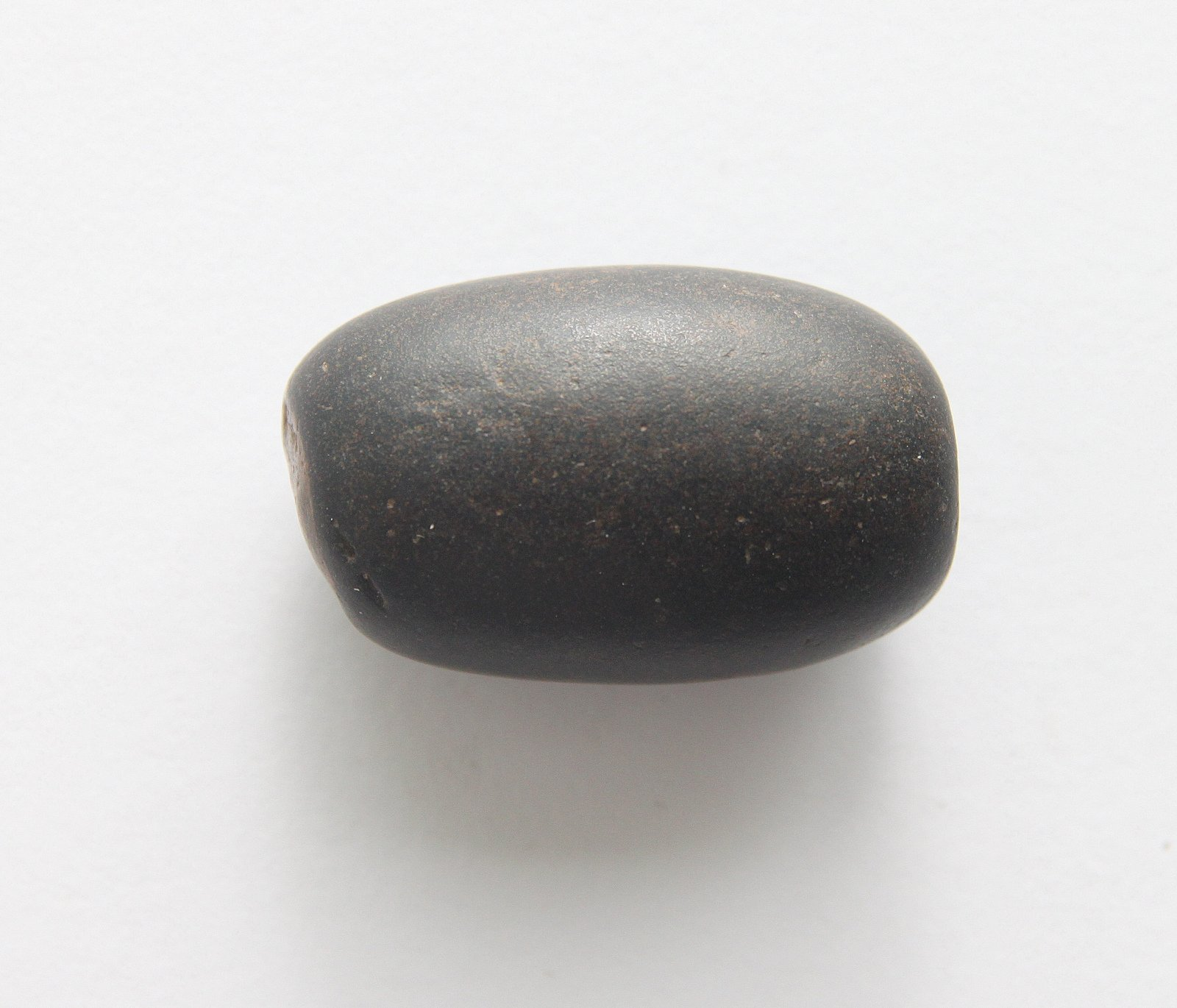
Obrobiony kamień przeznaczony do miotania z procy, jeden z pierwszych prymitywnych pocisków
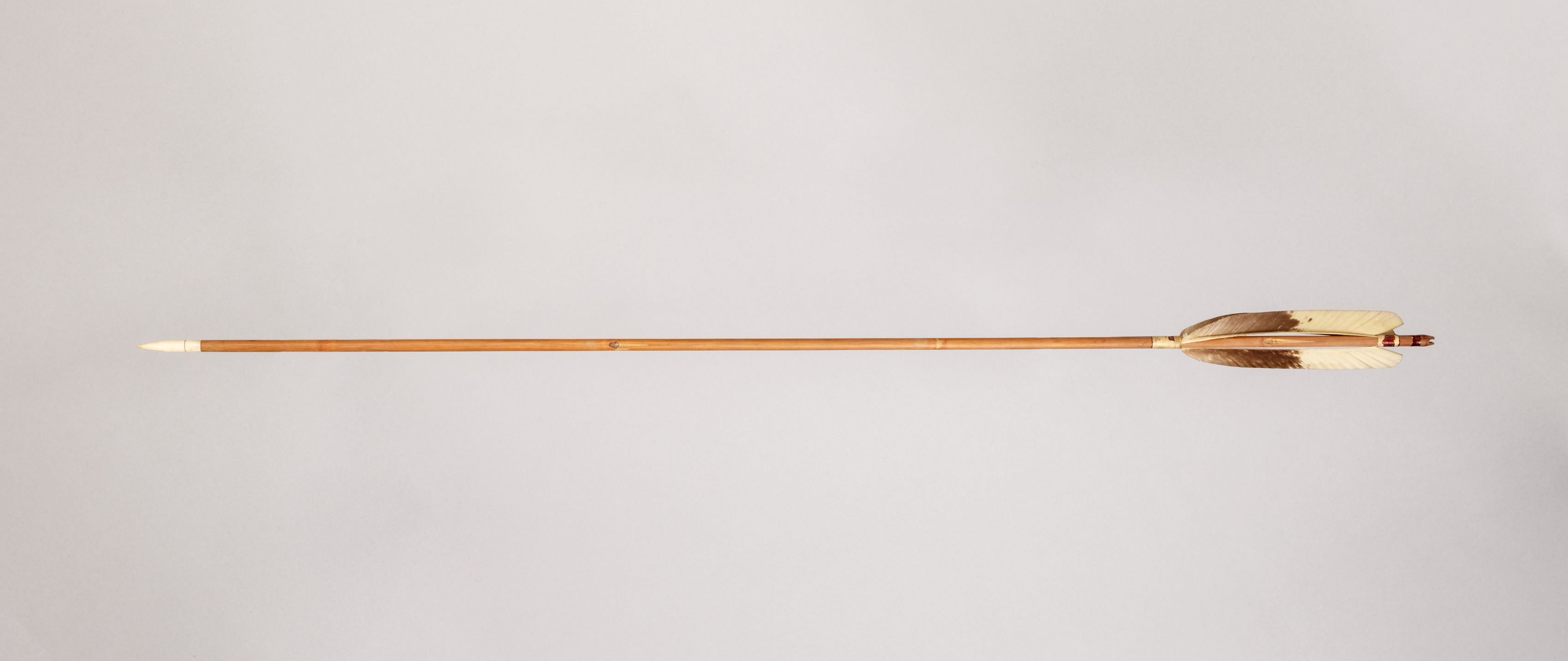
Strzała przeznaczona do miotania z łuku
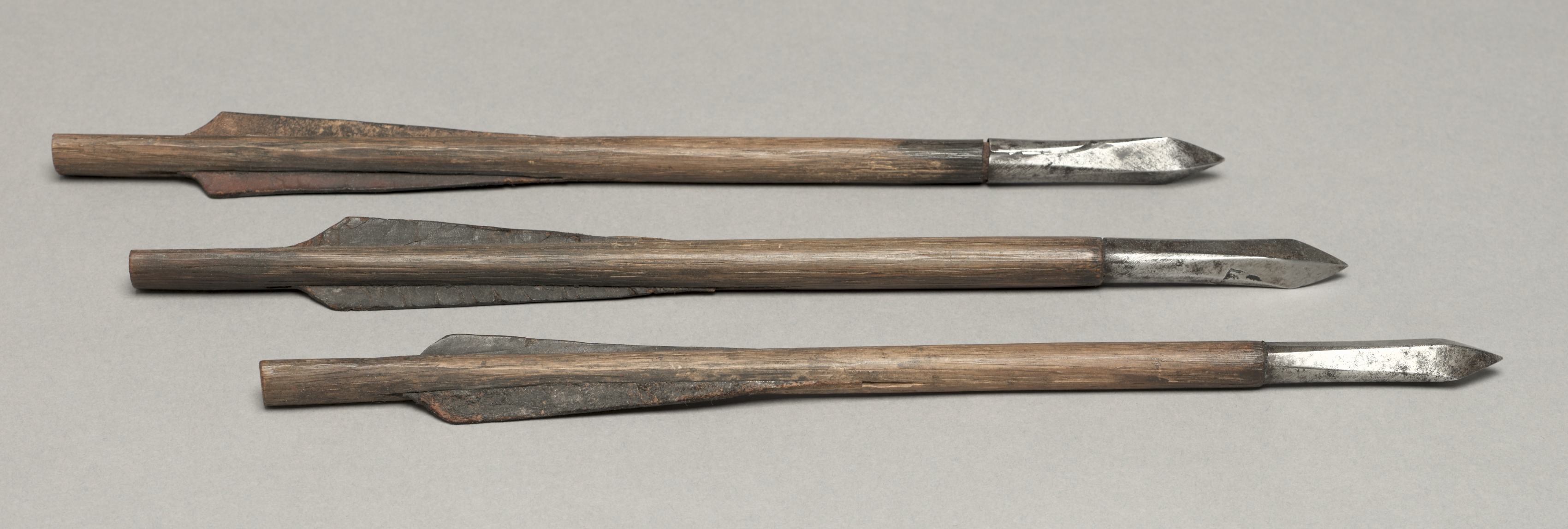
Bełty przeznaczone do miotania z kuszy
Kula armatnia, żeliwny pocisk do XVII w. armaty rażący energią kinetyczną
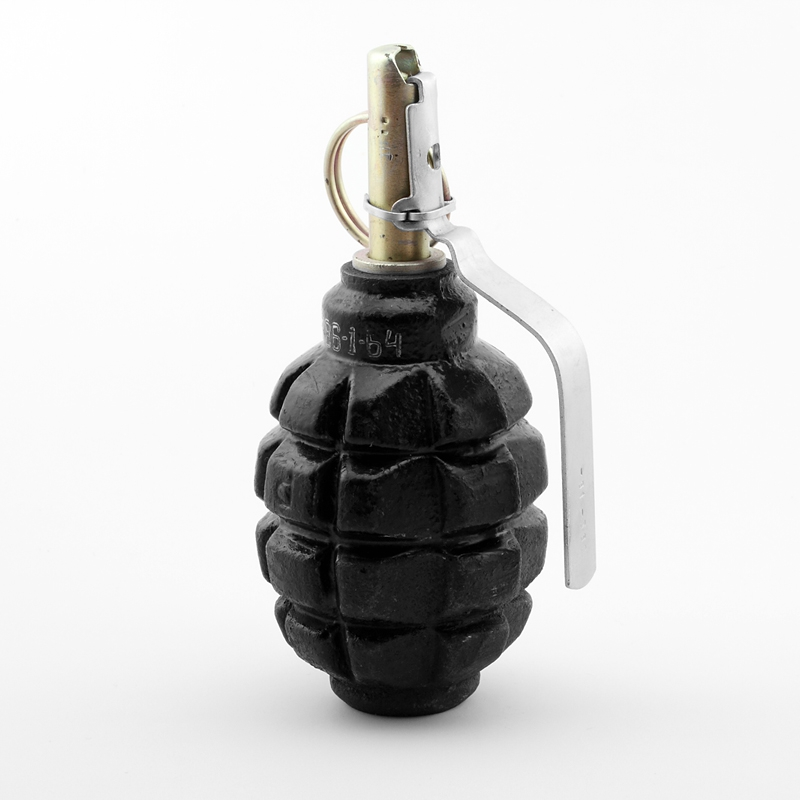
Granat ręczny miotany siłą ludzkich mięśni
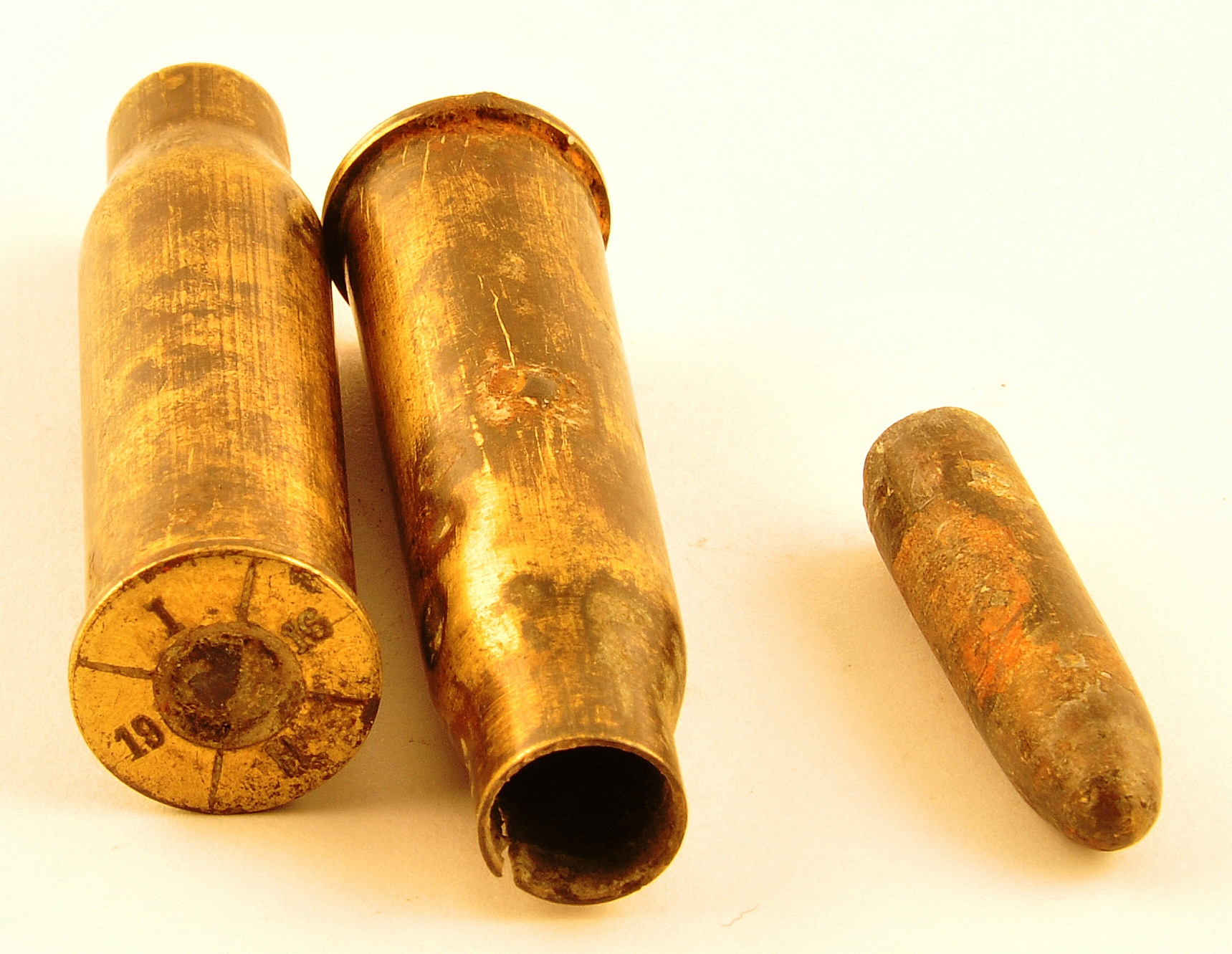
Nabój z wyjętym pociskiem strzeleckim
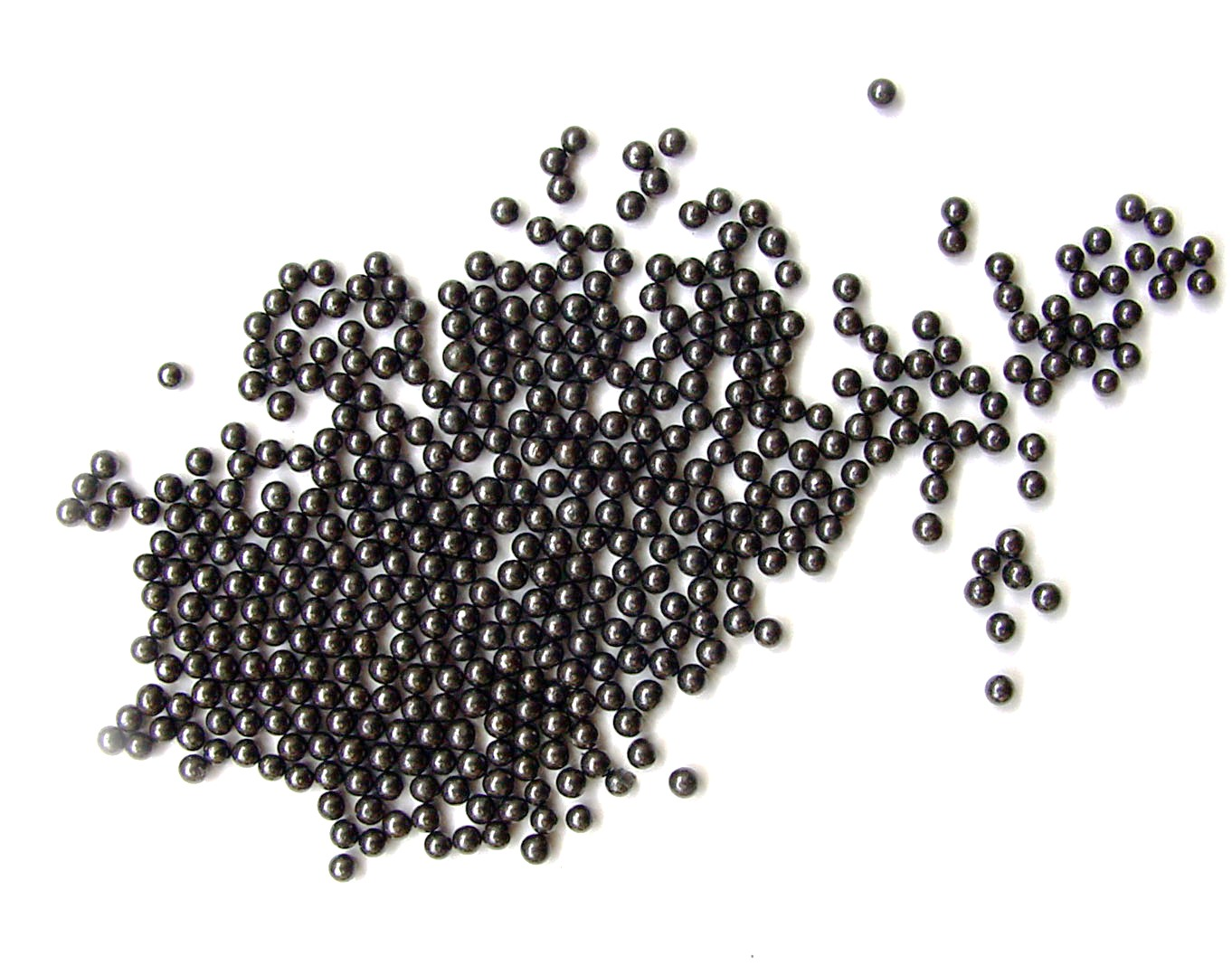
Śrut stanowiący zespół pocisków w amunicji do strzelb
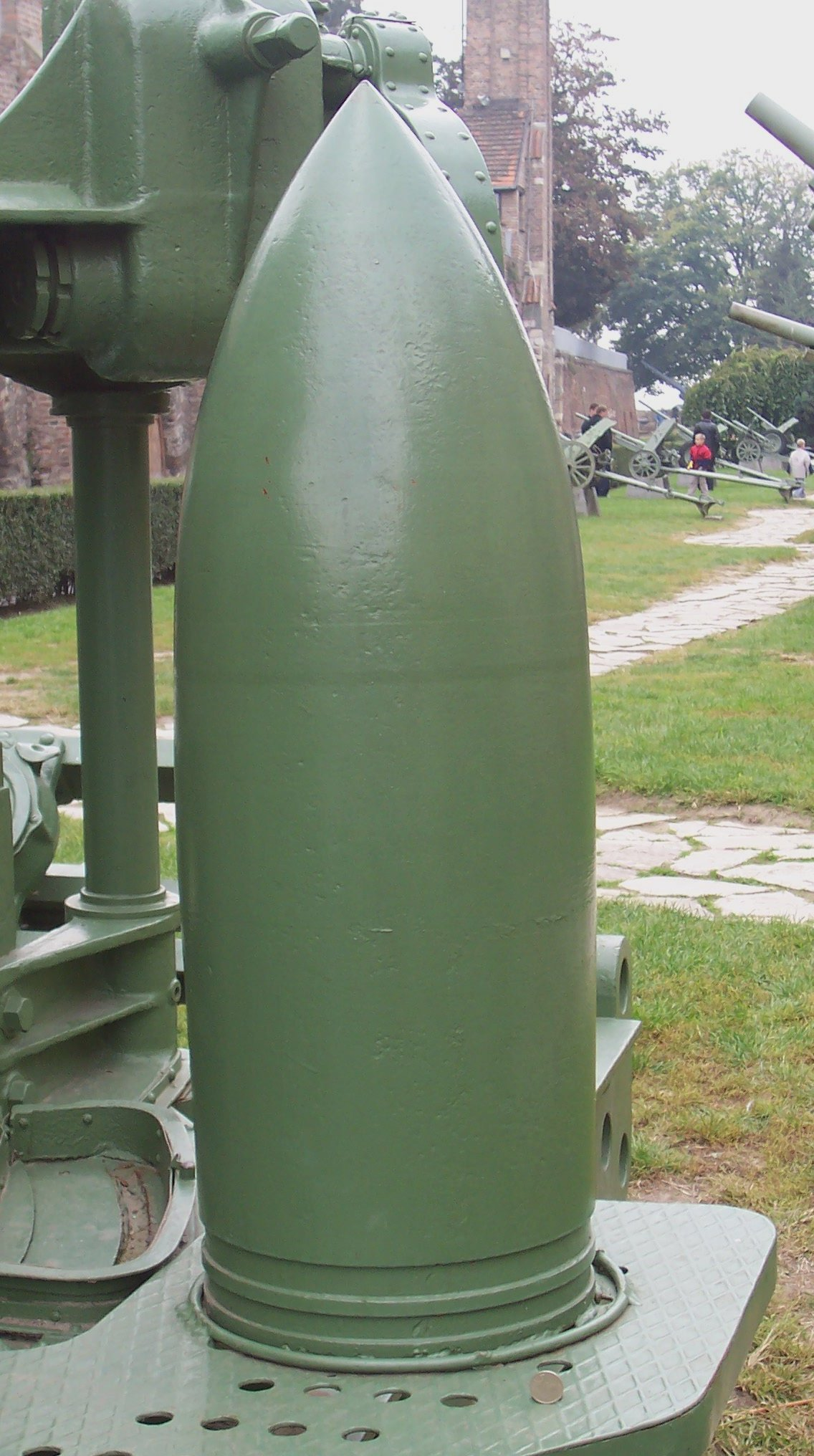
Artyleryjski pocisk burzący do 305 mm moździerza oblężniczego M.11
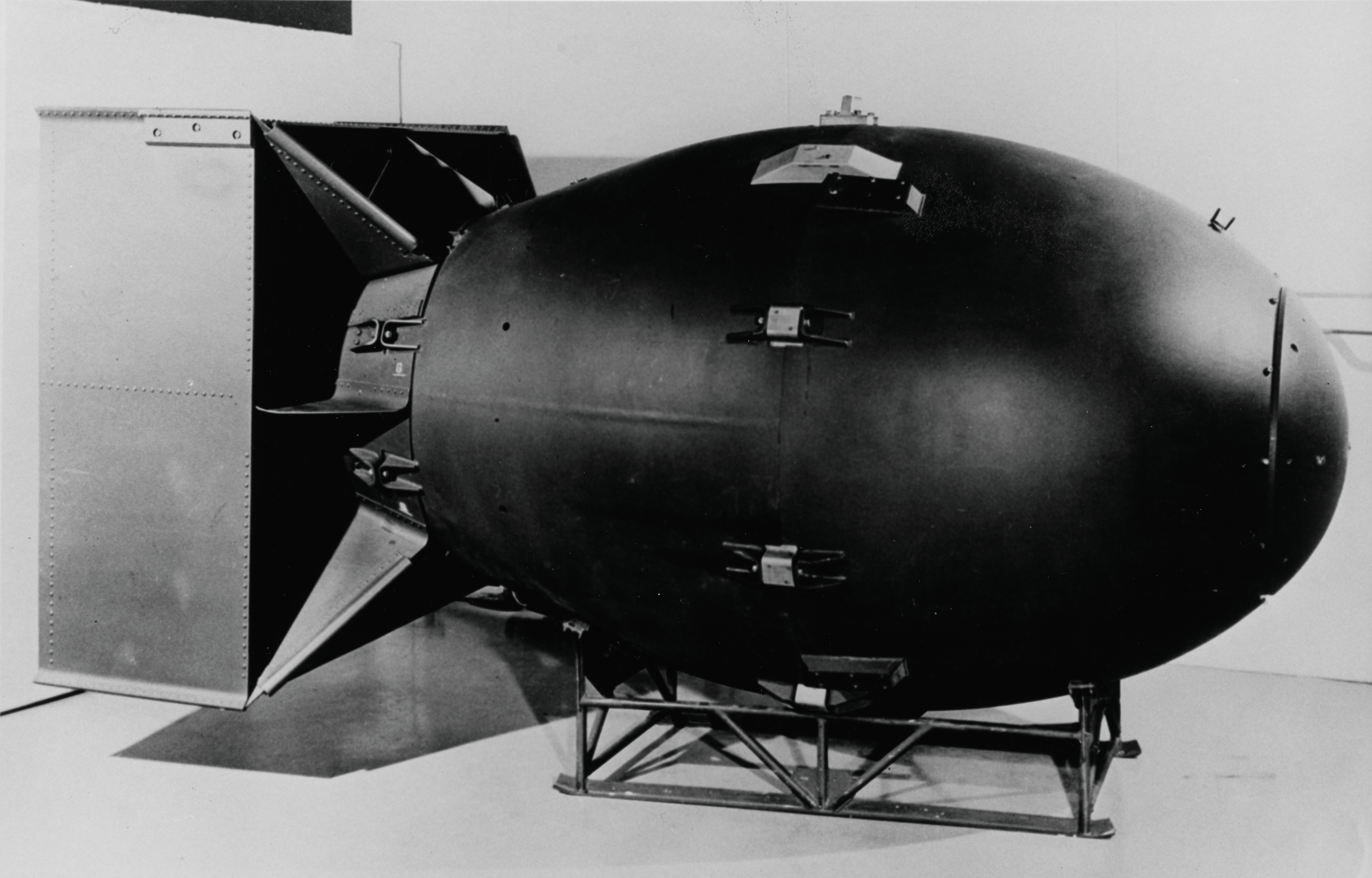
Bomba atomowa w formie bomby lotniczej rażąca za pomocą energii rozszczepienia jądra atomowego
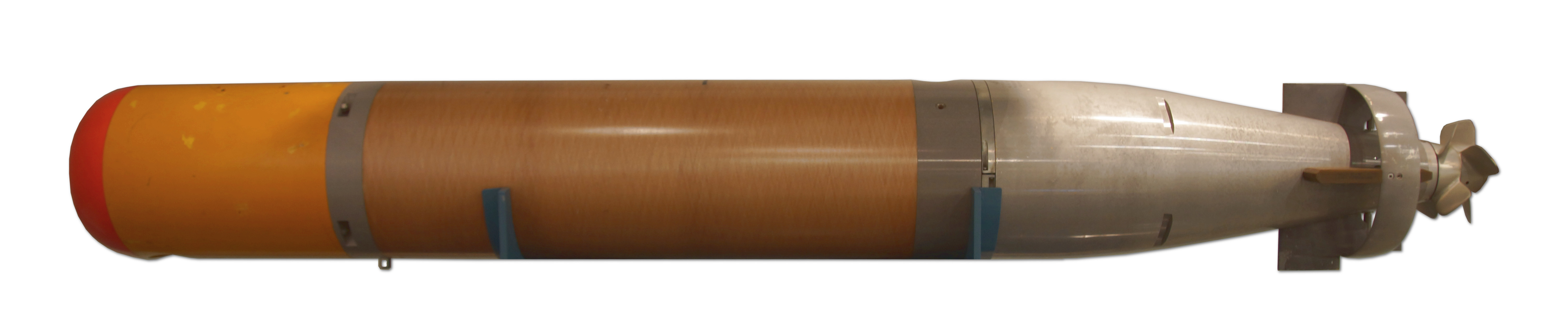
Torpeda, podwodny pocisk z własnym napędem silnikowym
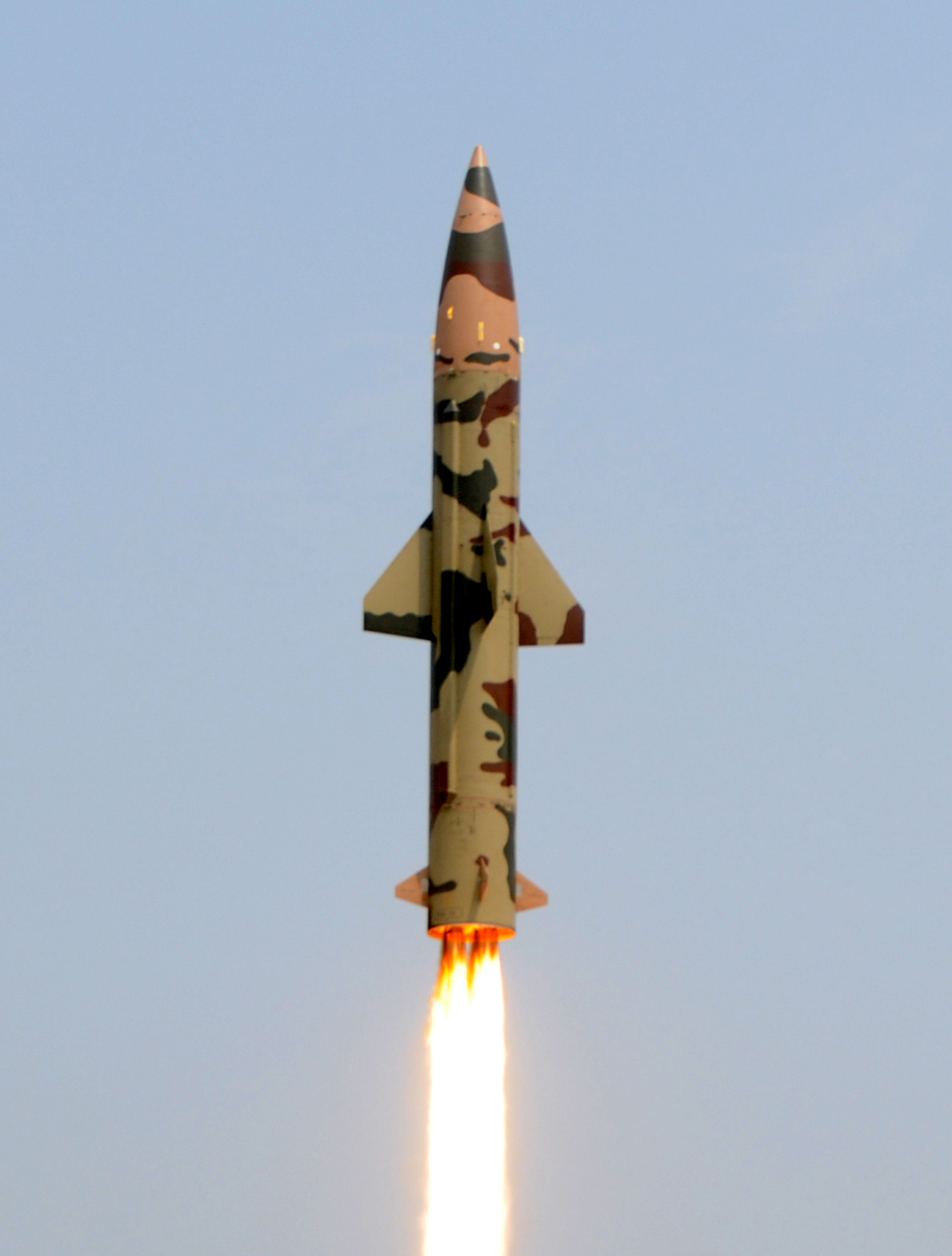
Rakietowy pocisk balistyczny
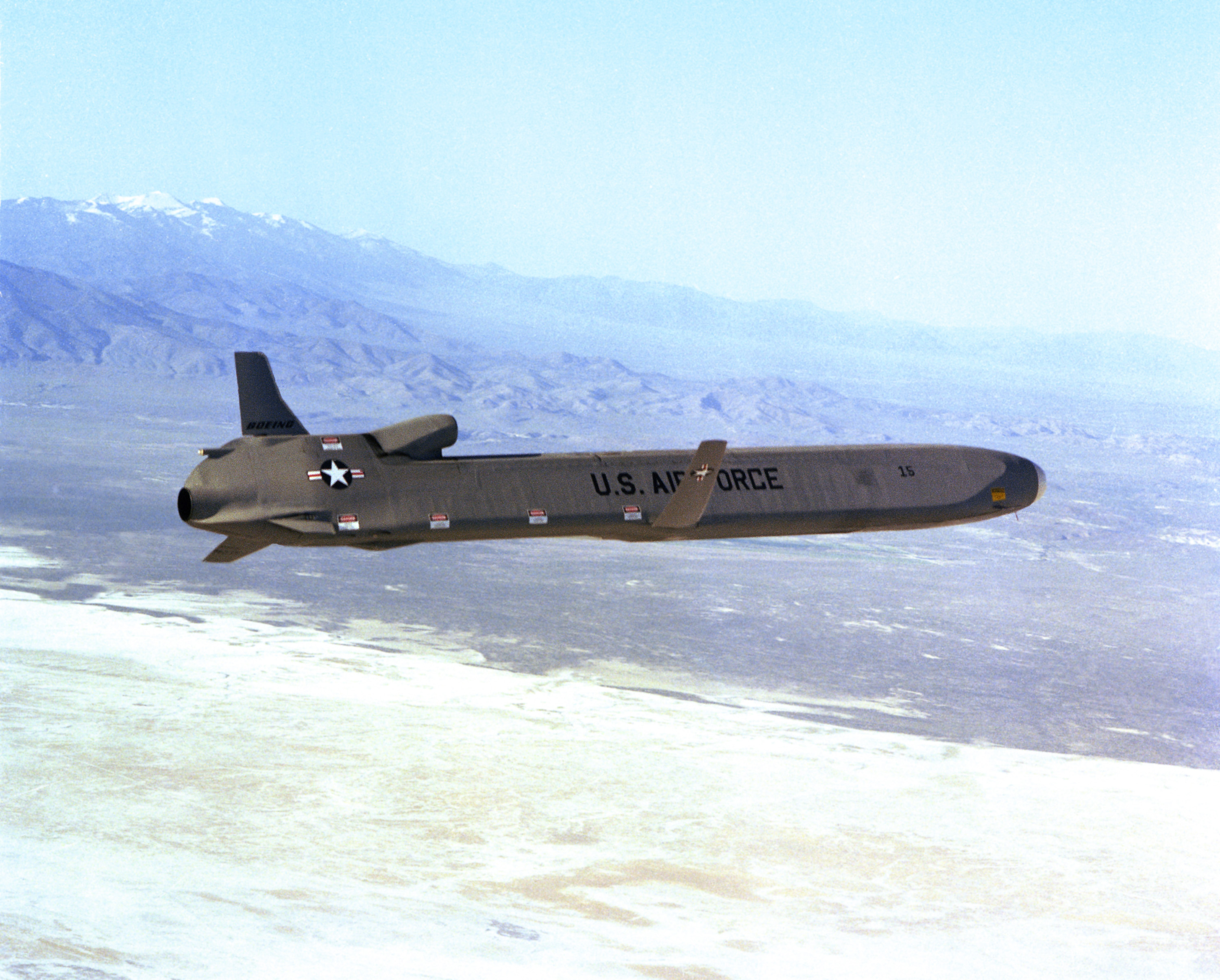
Pocisk manewrujący
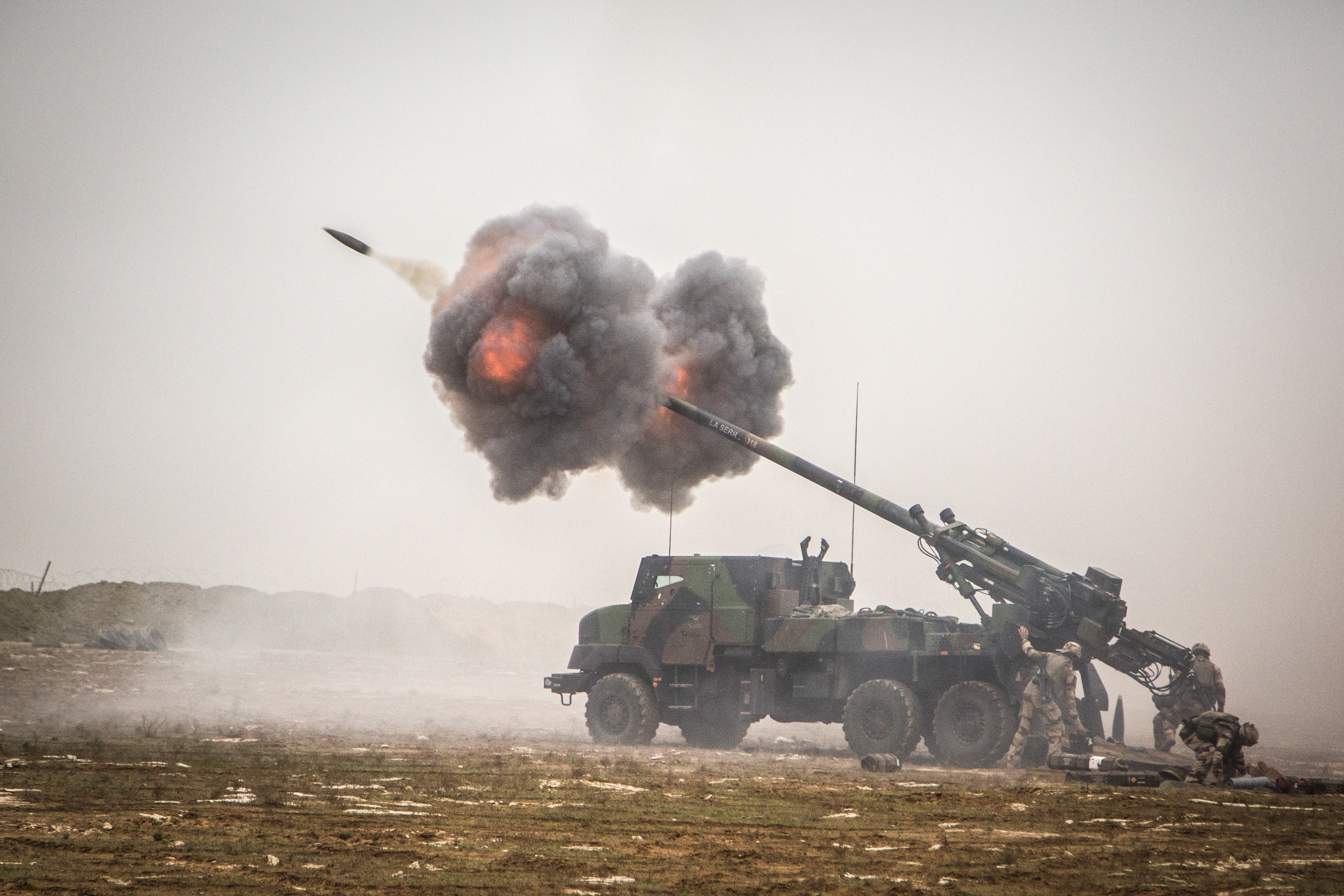
Pocisk artyleryjski w momencie wystrzelenia z haubicy